# Мері Тесьє
Марія Петрівна Перевостікова, відома як Мері Тесьє (27 грудня 1917, Одеса — 1 серпня 1990) — українсько-французька світська левиця, дизайнерка інтер'єрів і колекціонерка мистецтва.

## Біографія
Марія Перевостікова народилася в Одесі в 1917 році в родині Петра Гіки-Перевостікова та графині Єлизавети Олексіївни Белевської-Жуковської, по лінії якої була морганатичною нащадкою дому Романових. Пізніше батьки розлучилися і мати пошлюбила художника Артура Лурі. 

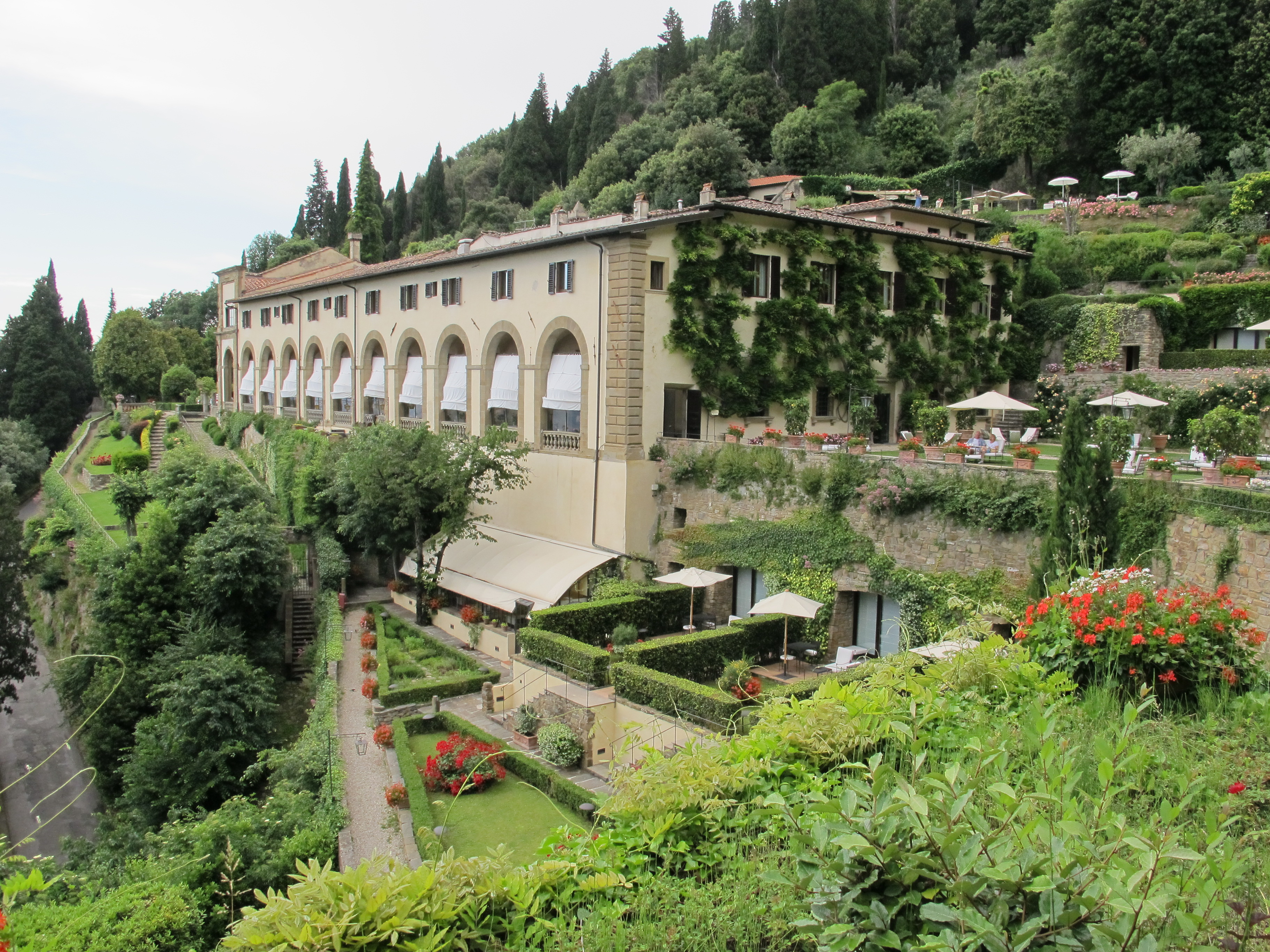
Вілла Сан-Мікеле, резиденція Тесьє поблизу Флоренції

Марія Перевостікова одружилася з паризьким світським левом Люсьєном Тесьє в Парижі в травні 1944 року. У шлюбі народила доньок Алексіс (1946) і Марі Беатріс (1950). 
У родини була резиденція у Версалі. У 1950 році вони придбали віллу Сан-Мікеле у Ф'єзоле, яку чоловік перетворив на розкішний бутик-готель. Пізніше вони розлучилися.
У 36 років ще одружена Марія Тесьє познайомилась із Дж. Полом Гетті, частим гостем на їх віллі, і біля 1960 року почала з ним стосунки. Разом вони відвідували громадські заходи, в тому числі вечірку з нагоди 100-річчя Hotel Café Royal 11 лютого 1965 року.
Коли Гетті помер у 1976 році, Марі Тесьє була зазначена у заповіті разом із леді Урсулою, Кітсон, Берч, графинею Маріанною фон Альвенслебен, Карін Маннхардт, Хільдегард Кун, Глорією Бігелоу, Мері Магінніс і Белін Кліффорд.   Вона отримала другу за величиною спадщину від Гетті після Кітсон, яка включала 2500 акцій Getty Oil, вартістю 413 125 доларів США, і щомісячну допомогу в розмірі 750 доларів до кінця її життя. 
Марі Тесьє померла в Шатонеф-Грасс 1 серпня 1990 року.